# فرودگاه الهامبرا/اهلستروم
فرودگاه الهامبرا/اهلستروم (به انگلیسی: Alhambra/Ahlstrom Aerodrome) یک فرودگاه همگانی است که یک باند فرود چمن دارد و طول باند آن ۷۶۰ متر است. این فرودگاه در کشور کانادا قرار دارد و در ارتفاع ۹۷۹ متری از سطح دریا واقع شده‌است.